# Paraparesia espástica tropical
La paraparesia espástica tropical es una enfermedad causada por un retrovirus, el virus linfotrópico de células T humano tipo I o HTLV-I, descubierto en 1980. Este virus fue asociado desde 1985 con los síntomas de la mielopatía crónica llamada paraparesia espástica tropical en zonas próximas al ecuador y la denominada paraparesia espástica espinal en el sur del Japón, que también se ha asociado a una variedad del virus desigada como HTLV-II. El mismo virus que infecta a cerca de 20 millones de personas en el mundo, se considera como agente causal de la leucemia-linfoma de células T del adulto y se ha asociado con otros cincuenta síndromes.

## Síntomas
En algunos casos la enfermedad se manifiesta primero con estomatitis, conjuntivitis y diarrea. En los primeros seis meses ocurre debilidad de miembros inferiores, que se incrementa progresivamente, parestesias, episodios de visión nublada en uno o ambos ojos, además de disartria y disfonía en algunos casos especiales. A partir del primer año de la enfermedad, se presentan alteraciones de esfínter vesical y vejiga neurogénica, impotencia en hombres, calambres en miembros inferiores, deterioro de la función vesical asociada a la hiperreflexia osteotendinosa, dolor lumbar y estreñimiento. Al cabo del tiempo el paciente pierde totalmente la capacidad de usar los miembros inferiores y puede perderse la sensibilidad en los pies. Esta paraparesia de origen viral debe diferenciarse de la paraparesia espástica familiar de origen hereditario, para lo cual deben realizarse estudios inmunológicos de antígenos y anticuerpos anti-HTLV virus.

## Causas
Se investigan las causas de la presencia y difusión del virus, especialmente los factores ecológicos y nutricionales. Se consideran hipótesis como la preferencia del virus por las regiones tropicales húmedas y las costas, las alteraciones de los ecosistemas y catástrofes ecológicas y la asociación con plantaciones como la caña de azúcar. El retrovirus asociado con la paraparesia espástica tropical es el virus linfocitotrópico T humano-1.
Distintos investigadores informan de que el virus se transmite por varios fluidos corporales como sangre, secreciones vaginales y seminales, saliva y calostro de leche materna. Toda sangre para transfusión debe ser examinada para descartar la presencia de HTLV.